# Művészettörténet

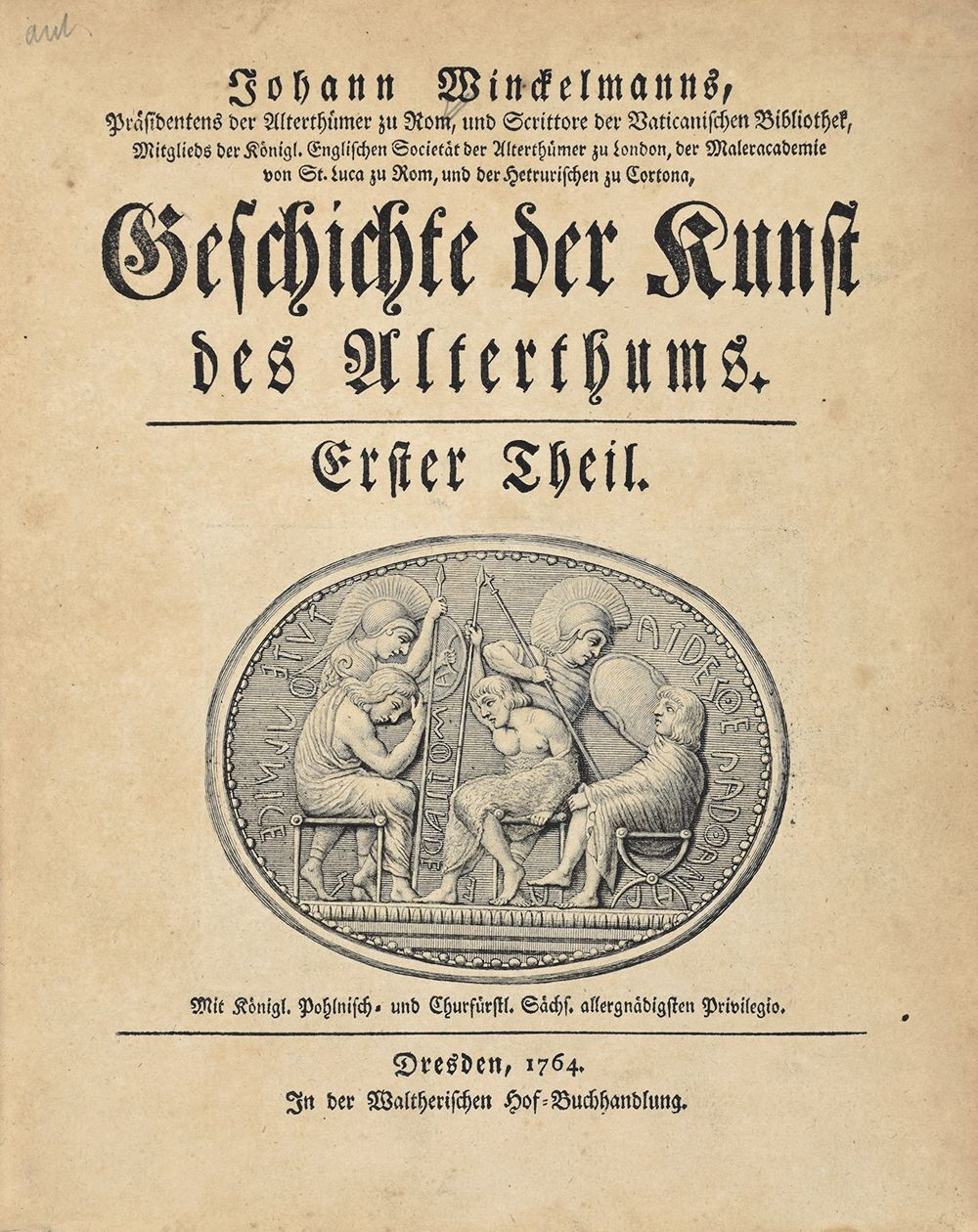
Johann Joachim Winckelmann, a modern művészettörténet megalapítójának munkája

A művészettörténet a társadalomtudomány egyik ága. Az építészet, a képző- és iparművészet fejlődésével foglalkozik. A fejlődés és a történelmi-társadalmi tények közötti összefüggésekkel, művészettörténeti jelenségek esztétikai értékelésével, az alkotók életrajzával, a művészi szervezetek tanulmányozásával foglalkozik.

## A művészettörténet-írás kialakulása és tudománnyá fejlődése
A művészettörténet írásának igénye már ókori görögöknél és rómaiaknál is felbukkant. Ez három tényező együttes jelenlétén alapult: a művészet részben vagy teljesen önálló voltán, az erről kialakult esztétikai reflexión és a történelem-, történetiség-tudaton. Ismeretes, hogy az athéni demokrácia virágkorában egyes szerzők különböző „stílusokról” és „iskolákról” beszéltek, idősebb Plinius írásai pedig tartalmaznak különféle művészeti írásokat is. Ha ezeket nem is lehet teljesen a mai értelemben vett művészettörténet-tudomány részének tekinteni, páratlan források. A középkorban a művészet a vallásközpontú homogén világ részévé vált, a művészettörténet létrejöttéhez szükséges elemek együttes jelenléte az itáliai reneszánszban valósult meg ismét.
Az olasz művészeti írók, kommentátorok elsődleges feladatuknak művészéletrajzok írását tekintették. Boccaccio Dante-életrajza és az Isteni színjáték értelmezése ennek az igénynek egyik legkorábbi megvalósulása. A quattrocentóban Filippo Villani volt a hagyomány folytatója. Lorenzo Ghiberti szobrokról írt kommentárjai is jelentősek, a művészéletrajz-írást pedig Giorgio Vasari emelte olyan szintre, hogy az máig része a művészettörténet-tudománynak.
Jelentős haladás Németalföldön és a Német-római Birodalom területén következett be a 17-18. században. Butzbach, Neudörfer, J. von Sandart, Houbraken írásai is páratlan források, a művészettörténet kezdeti korszakának Winckelmannig terjedő időszakának pontos, hiteles dokumentumai. Johann Joachim Winckelmann (1717-1768) Geschichte der Kunst des Alterturms című, 1764-ben megjelent munkája a mai értelemben vett művészettörténet első szakirodalmi alkotása.
A művészettörténet-írás a 19. században összegződött tudománnyá. Goethe megteremtette a világirodalom fogalmát, az immár elismert szakemberek a „világművészet” fogalmában gondolkodtak. Kezdetben a történelemfilozófia terminusait és módszereit használták, a század közepétől pedig a természettudományok módszereiből is átvettek, elsősorban a darwinizmus hatása volt számottevő, így alakult ki a stílusok fejlődésének elmélete. Azonban teljesen autonóm még nem volt a tudományág. A 19. század utolsó évtizedeiben új generáció lépett fel, akik csak erre a tudományra jellemző fogalmakat alkottak: Heinrich Wölfflin, Aby Warburg, Franz Wickhoff, Alois Riegl, majd Max Dvořák, Erwin Panofsky és Worringer.

## A művészettörténet tárgya, részterületei
A művészettörténet tárgya a műalkotás, vagyis egy-egy kor kifejeződése, amiben benne van a múlt, de a jelen is azáltal, hogy tanulmányozzák. A műalkotás az adott kor és a normatív esztétika kölcsönhatása. A műveket történeti láncolatban is vizsgálják, ehhez kellett bevezetni a stílus fogalmát, mely empirikus ismereteken alapszik s feltárja a művekben a közös elemeket. Egy-egy alkotót általában tartózkodnak egyetlen stíluskategóriába besorolni. Michelangelo az érett reneszánsz mestere volt, művészetében azonban felbukkan a manierizmus is, egyes elemeiben pedig a barokk művészetet előlegezi meg. Viszonyítani kell tehát a kort, az alkotót, a szándékát és a művet befogadó közönséget.
Vasari óta része a művészettörténetnek a művészéletrajz-írás. E szemléletmód az egyénre koncentrál, fennmaradt dokumentumok és maguknak a műveknek segítségével fejlődéstörténetet állapít meg, katalógusba szedi a művész vagy iskola, művésztelep műveit.
Katalógusok nemcsak egyes személyek műveiből állíthatók össze, egy-egy jelenséget is bemutathat, mint a bizánci művészetet, a szecessziót stb. Az ilyen katalógusok elsősorban a kutatások megkönnyítésére szolgálnak, mivel tartalmazzák a műtárgyak helyét, adatait, leírását, bibliográfiáját.
A művészettörténet szakirodalmának újabb keletű része a restaurálások dokumentációja.
A művészettörténet egyik részterülete az ikonográfia, mely nem keverendő össze az ikonológiával. Az ikonográfia megállapítja a kép témáját, s képen tágabb értelemben vett alkotást ért. Fontos szerepe van a kutatásban, hogy az alkotók milyen forrásokat használtak, ismeretlen művész esetén a kor megállapítása is az ikonográfia feladata. Foglalkozik továbbá az egyes témák ábrázolástörténetével is. A művészettörténet további részterületei művészettörténeti iskolák kialakulásához vezettek.

## Művészettörténeti módszerek, iskolák
Alapvető módszerek a stílustörténet, az ikonológia, a művészetszociológia, a szellemtörténet, a művészetszociológia, a strukturalizmus, a művészetpszichológia és a recepcióesztétika. A modern művészettörténet szemléletét ezek a módszerek szabták meg. Mivel a művészettörténet-tudomány foglalkozik önmagának fejlődésével is, az egyes módszerek és iskolák vitáinak, nézeteinek tanulmányozása is a művészettörténészek vizsgálatának tárgyát képezik.
Heinrich Wölfflin teremtette meg a stílustörténet, s ez napjainkig hatással van a művészettörténet-tudomány fejlődésre és tanítására is. Alapja a természettudományokból átvett fejlődéselmélet, amit a stílusfogalomra alkalmaztak. Ez a rendszer, hogy a történeti stílusok egymást követik, egymásra hatnak stb. nem elégíti ki a művészettörténet alapvető kérdéseit, hogy mitől változnak a stílusok, napjainkra pedig már maga a stílusfogalom is erősen megkérdőjelezetté vált. Az egyes stíluselmélettel kapcsolatos elméletek közül Alois Rieglé a legfontosabb, aki Stilfragen című 1893-as munkájában bevezette a kunstwollen fogalmát. A kunstwollent szerinte egy kor határozza meg, hasonló kifejezés, mint a korszellem. Magyarul művészetakarást, művészetszándékot jelent, de általában nem fordítják le. Riegl nem magyarázta meg pontosan e fogalmat, inkább tulajdonságait írta le.
A stíluselmélettel fordult szembe Erwin Panofsky, s létrehozta Aby Warburg munkássága folytatásaként az ikonológiai módszert. Az ikonológia elsősorban a képzőművészeti tárgyakat vizsgálja tartalmi szempontból, jelentésüket akarja megfejteni. Ezért feltárni igyekszik vallási, irodalmi forrásokat, ezek alapján igyekszik interpretálni a művek jelentését. A módszer legfőbb kritikája, hogy figyelmen kívül hagyja magát a képi felületet.
A strukturalizmus volt az az irányzat, amely magára a műre irányította a figyelmet. Három iskola, az észak-német, a berlini és a bécsi foglalkozott a struktúranalízis elméletével. Az észak-német strukturalizmus mikrostruktúrát, azaz egyedi alkotást keresett s próbálta beilleszteni egy nagyobb struktúrába (kor, irányzat, iskola). A berlini strukturalizmus ellenben makrostruktúrának minősítette a művet, bekapcsolta ember és világ viszonylatrendjébe. A bécsi iskola (köztük a strukturalizmus legnagyobb képviselője, Hans Sedlmayer) együtt vizsgálta a művet, tartalmat és a jelentést.
A kultúrának mint egységes összefüggésrendszernek értelmezési módja a szellemtörténet, mely egyúttal vizsgálja a filozófia, vallás, tudomány és művészet fejlődését. Képviselői meg akarják keresni a korszak szellemi gyökerét. Pl.: A naturális és idealizáló gótikának is a skolasztika a filozófiai háttere. A módszer ragaszkodik a történeti relativizmus elvéhez.
A művészetszociológia álláspontja szerint a művész társadalomban betöltött szerepe determinálja a művet. A társadalom elől nem lehet kibúvót találni, nem lehet kimenekülni belőle, így Gauguin távozását Európából a társadalom kritikájaként lehet értelmezni. Alapja a szociológia, ennek ellenére a művészettörténészek és szociológusok nem tudnak közös álláspontot találni, így a művészet szerepe eldöntetlen kérdéseket vet fel. Legnagyobb előadója Arnold Hauser volt.
Másik tudományágból merít a művészetpszichológia módszere is. Ennek az irányzatnak a létrejöttét az indokolta, hogy az alkotás fázisa sok pszichikai tényezőt tartalmaz. Művészetpszichológia alatt azonban nem Freud és Jung tanainak alkalmazását értik. Freud Leonardo da Vincivel foglalkozó írásai például téves adatokat és következtetéseket tartalmaznak. Az irányzat alapműve Gombrich: Művészet és illúzió című könyve.
A recepciós esztétika az egyik legfiatalabb módszer, mintegy 30-40 éve jött létre, ennélfogva nincsenek kellően elismert elvi alapjai. Vezérszempontja, hogy a műalkotást a néző szempontjából vizsgálja, a hangsúlyt a befogadásra helyezi, de szigorúan elkülönül a művészetpszichológiától.

### A művészettörténeti módszer
Mindegyik módszernek követnie kell a művészettörténet megszokott módszerét, amely a bölcsészettudományok módszerének speciális változata. Ez a források felkutatásából (heurisztika), forráskritikából és interpretációból áll.
A művészettörténetben két forrást különböztetnek meg, akaratlagos és akaratlan forrást. Mindkét forrás lehet írásbeli, szóbeli és képi forrás, ide értve magukat az alkotásokat és a róluk készült fényképeket is. Az akaratlagos írásos források közé tartoznak az ekphraziszok, alapkőbe zárt okmányok, biográfiák, topográfiák, elméleti irodalom, egyéb dokumentumok, mint a művész által hátrahagyott számlák.
A forrás azonban téves információkat tartalmazhat, mely akár lehet szándékos is. A forráskritika körébe tartozik a mű eredetiségének megállapítása is. A stíluskritika a forráskritika azon válfaja, amely magát a képi felületet vizsgálja. Ezzel elsősorban a hamisítókat akarják kizárni. A módszer úttörője Morelli volt.
A művészettörténész végül interpretálja a művet. Ezzel kapcsolatban merült fel a legtöbb kérdés, mert „az egyest az egészből, az egészt az egyesekből értjük meg”. Létezik olyan álláspont, miszerint a művet lehetetlen interpretálni, mert a nyelv nem képes kifejezni egy festmény tartalmát. Ez az álláspont tarthatatlan, hiszen nyelv nélkül is léteznek fogalmak, melyeket a műre vonatkoztatnak.
Változik az interpretációhoz használt nyelv is. A korai művészettörténet-írás nyelve szépprózai igényű volt, a mai rengeteg absztrakt fogalmat használ. Változik az egyes fogalmak jelentése is, mint a maniera fogalma is, mely kezdetben Vasarinál magát a stílust jelentette, később pedig modorosságot, mesterkéltséget.
Az interpretáció azonban nem helyettesíti a művet, nem hoz létre újat és nem rekonstruál.
Három fő interpretációs eszköz létezik, a mű genezisének kutatása, párhuzamok keresése és tipológiák. Interpretálni pillanatnyi élményt is lehet, a személyes jellegű interpretációt azonban a tudomány nem fogadja el.

## A művészettörténet vége

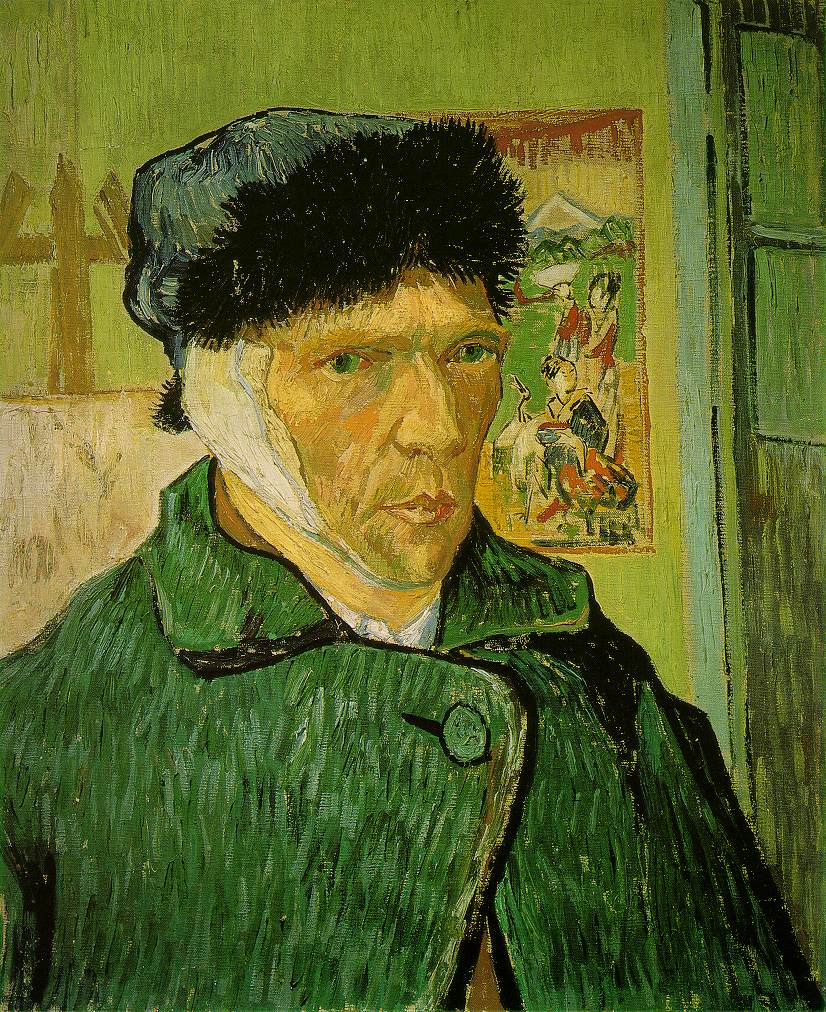
Vincent van Gogh: Önarckép (1889)

A 20. század második felétől kezdve, de már bizonyos második világháború előtti avantgárd irányzatok (főként a dadaizmus) arra törekedtek, hogy minél újabb, minél meghökkentőbb és esetenként a hagyományos képzőművészet határát erősen súroló vagy át is lépő alkotásokat hozzanak létre. A művészettörténet-tudomány ezekkel az új jelenségekkel eleinte nem tudott mit kezdeni. A posztmodern korban viszont már lehetőség adódott ezeknek az értékelésére is, elsősorban a médiatudomány segítségével. Hans Belting 1983-ban A művészettörténet vége? címmel írt esszét, majd egy évtizeddel később már kérdőjel nélkül könyvet. A művészettörténet a hagyományos értelemben nem létezik többé, és új terminológiára, a többi tudománnyal való minél szorosabb kapcsolatokra lenne szüksége – ez Belting végső konklúziója. Véleményéhez hasonlóan Németh Lajos Törvény és kétely címmel a művészettörténet-tudomány önértékelését írta meg. Rámutatott, hogy a hagyományos fogalmak, mint a stílus, műalkotás, közönség nem léteznek többé, vagy már nem a hagyományos módon léteznek. Abban viszont mindketten egyetértenek, hogy nem a művészetnek van vége, csupán az új felé való haladásnak.

## Művészeti és művészettörténeti intézmények
A művészettörténet egyik sajátos feladata a műkincsek, műemlékek védelme, restaurálásának előírása is, s ez a feladat sohasem fog kimerülni, mindig táptalajul fog szolgálni a jövő művészettörténeti kutatásainak.
A műemlékvédelem főként építészettörténeti és műszaki ismeretekre épít, önálló hivatali rendszerrel rendelkezik. Elveit a Velencei Charta határozta meg, amit a legtöbb ország kötelező érvényűnek tart magára nézve. A világörökség-program turisztikai szempontokat is figyelembe vesz, előírásainak megszegése a cím megvonását vonhatja maga után.
A világ nagyobb gyűjteményei a közönség számára teszik láthatóvá a művészettörténelem legjelentősebb alkotásait. (National Gallery, London; Szépművészeti Múzeum, Budapest; Museo del Prado, Madrid; Ermitázs, Szentpétervár; Tretyjakov Galéria, Moszkva; Louvre, Párizs; Kunsthistoriches Museum, Bécs; Altes Museum, Berlin; Metropolitan Museum of Art, New York;).